# Palleon
Palleon is een geslacht van hagedissen uit de familie kameleons (Chamaeleonidae).

## Naam en indeling
De wetenschappelijke naam van de groep werd voor het eerst voorgesteld door Frank Glaw, Oliver Hawlitschek en Bernhard Ruthensteiner in 2013.
Er zijn twee soorten die eerder tot het geslacht kortstaartkameleons (Brookesia) behoorden.

### Soorten
Het geslacht omvat de volgende soorten die onderstaand zijn weergegeven, met de auteur en het verspreidingsgebied.
| Naam              | Auteur                     | Verspreidingsgebied      |
| ----------------- | -------------------------- | ------------------------ |
| Palleon lolontany | Raxworthy & Nussbaum, 1995 | Madagaskar               |
| Palleon nasus     | Boulenger, 1887            | Zuidoostelijk Madagaskar |

## Verspreiding en habitat
Beide soorten komen endemisch voor op Madagaskar. De habitat bestaat uit vochtige tropische en subtropische bossen, zowel in bergstreken als in laaglanden.

## Beschermingsstatus
Door de internationale natuurbeschermingsorganisatie IUCN is aan beide soorten een beschermingsstatus toegewezen. Palleon lolontany wordt gezien als 'gevoelig' (Near Threatened of NT) en Palleon nasus als 'kwetsbaar' (Vulnerable of VU).